# Vair-sur-Loire
Vair-sur-Loire is een gemeente in het Franse departement Loire-Atlantique (regio Pays de la Loire). De plaats maakt deel uit van het arrondissement Châteaubriant-Ancenis. Vair-sur-Loire is op 1 januari 2016 ontstaan door de fusie van de gemeenten Anetz en Saint-Herblon. De gemeente telde 4.890 inwoners op 1 januari 2022.

## Geografie
De oppervlakte van Vair-sur-Loire bedroeg op 1 januari 2022 51,73 vierkante kilometer; de bevolkingsdichtheid was toen 94,5 inwoners per km².

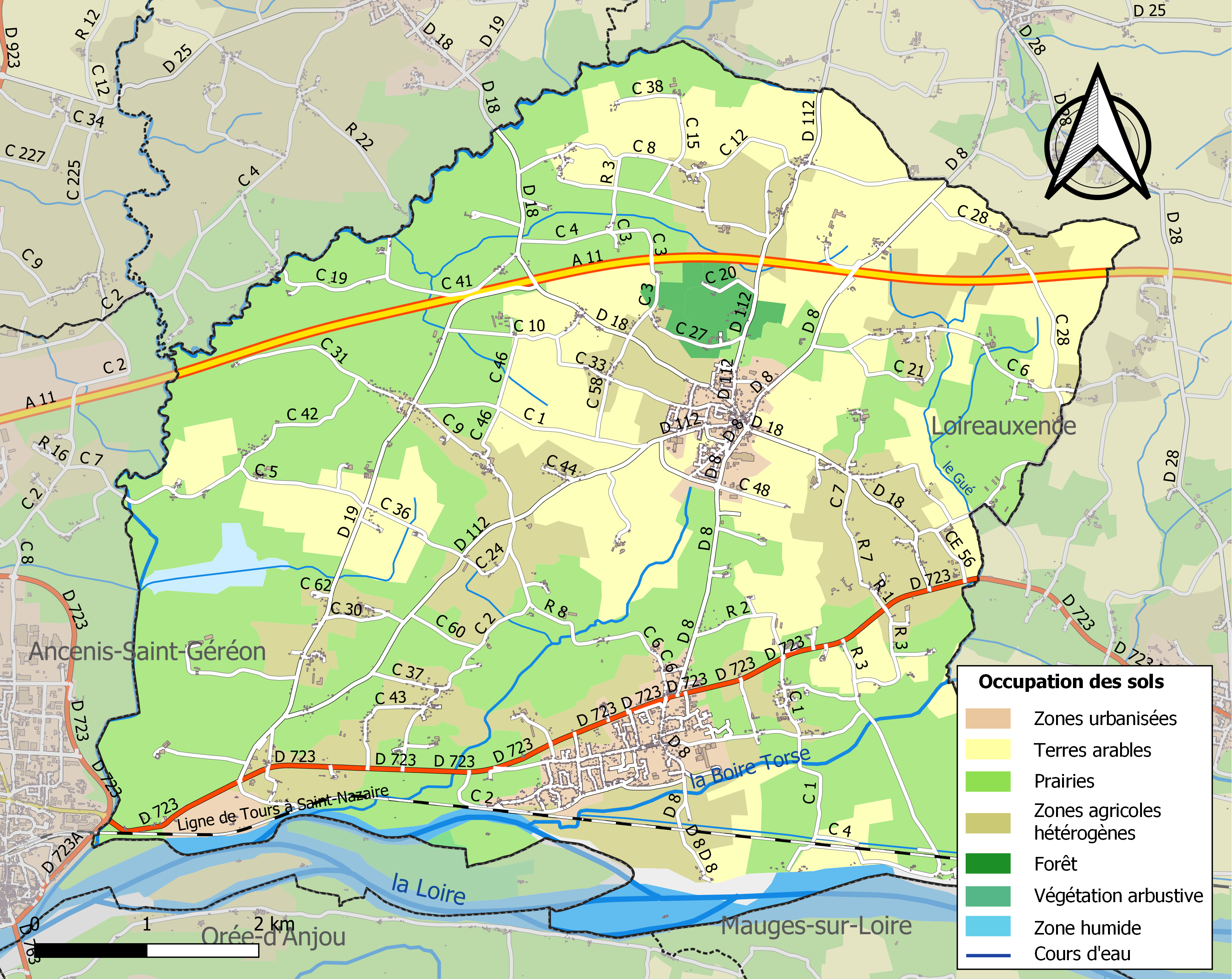
Kaart van de gemeente met de belangrijkste infrastructuur, bodemgebruik en omliggende gemeenten